# Xã Dale, Quận McLean, Illinois
Xã Dale (tiếng Anh: Dale Township) là một xã thuộc quận McLean, tiểu bang Illinois, Hoa Kỳ. Năm 2010, dân số của xã này là 1.233 người.